# Conozoa texana
Conozoa texana is een rechtvleugelig insect uit de familie veldsprinkhanen (Acrididae). De wetenschappelijke naam van deze soort is voor het eerst geldig gepubliceerd in 1889 door Bruner.
1. ↑  (en) Conozoa texana op de IUCN Red List of Threatened Species.